# تالبوتس
تالبوتس (انگلیسی: Talbots) شرکت پوشاک آمریکایی است، که در سال ۱۹۴۷ توسط رودولف و نانسی تالبوت تأسیس شد و هم‌اکنون مالک شبکه‌ای از ۵۱۷ شعبه می‌باشد.